# Lars Klingbeil
Lars Klingbeil (Soltau, 23 febbraio 1978) è un politico tedesco, Vicecancelliere federale della Germania e Ministro delle finanze nel governo Merz dal 6 maggio 2025. Klingbeil è inoltre il Presidente del Partito Socialdemocratico di Germania (SPD), nonché deputato al Bundestag dal 2009, dopo esserlo stato in precedenza nel 2005.

## Biografia
Klingbeil crebbe a Munster in Bassa Sassonia. Dopo la maturità studiò dal 1999 al 2004 scienze politiche, sociologia e storia all'Università di Hannover. Durante gli studi iniziò la propria attività politica nella SPD e lavorò come collaboratore parlamentare dell'allora Cancelliere Gerhard Schröder nel collegio elettorale di quest'ultimo. 
Nel 2005 fu una prima volta deputato al Bundestag per pochi mesi, subentrando al collega dimissionario Jann-Peter Janssen. Con le elezioni federali del 2005 perse il proprio mandato parlamentare e tornò a dedicarsi alla politica locale in Bassa Sassonia e nel suo natio Heidekreis. 
Con le elezioni federali del 2009 tornò al Bundestag, dove è stato sempre rieletto per la SPD in tutte le tornate successive. Dal 2009 al 2017 fu portavoce per le politiche di internet e la neutralità della rete del gruppo parlamentare della SPD. Nelle elezioni del 2017 riuscì a vincere, in controtendenza con il risultato in forte flessione della SPD, il collegio elettorale nell'Heidekreis. All'indomani delle elezioni, il presidente socialdemocratico Martin Schulz propose Klingbeil quale nuovo segretario generale del partito, incarico al quale fu eletto dal congresso nel dicembre 2017 e riconfermato due anni dopo. Come segretario generale del partito organizzò la campagna elettorale per le elezioni federali del 2021, che videro la SPD ed il suo candidato Olaf Scholz vittoriosi.
Al congresso SPD del dicembre 2021 Klingbeil è stato eletto presidente del partito in luogo di Norbert Walter-Borjans ed in coppia con Saskia Esken, entrambi sono stati riconfermati nell'incarico due anni dopo. A seguito della sconfitta della SPD alle elezioni federali del 2025, Klingbeil assume oltre alla guida del partito anche quella del gruppo parlamentare socialdemocratico al Bundestag.

## Vita privata
Klingbeil è sposato con Lena-Sophie Müller dal 2019. Nel 2024 è nato il figlio della coppia. In un'intervista del 2025, Klingbeil ha rivelato di essersi sottoposto a un trattamento contro il cancro orale nel 2014.
Klingbeil è un appassionato tifoso della squadra di calcio dell'FC Bayern e in gioventù ha suonato in una band punk rock "Sleeping Silence".